# Романиха
Рома́ниха — село в Україні, у Лохвицькій міській громаді Миргородського району Полтавської області. Населення становить 179 осіб. Колишній орган місцевого самоврядування — Яхниківська сільська рада.

## Географія
Село Романиха знаходиться на відстані до 3 км від сіл Закроїха (зняте з обліку) та Нове. По селу протікає пересихаючий струмок з загатою.

## Історія
- 1720 — дата заснування.
- 12 червня 2020 року, відповідно до розпорядження Кабінету Міністрів України № 721-р «Про визначення адміністративних центрів та затвердження територій територіальних громад Полтавської області», село увійшло до складу Лохвицької міської громади[1].
- 19 липня 2020 року, в результаті адміністративно - територіальної реформи та ліквідації Лохвицького району, село увійшло до складу новоутвореного Миргородського району Полтавської області[2].

## Економіка
- Молочно-товарна ферма.